# Сюрпрайз (Аризона)
Сюрпрайз (англ. Surprise) — город в округе Марикопа, штат Аризона, США. По данным переписи 2010 года, население города составляет 117 517 человек. Сюрпрайз является вторым самым быстрорастущим городом в Агломерации Феникса (после Гилберта).

## География
По данным Бюро переписи населения США, площадь города составляет 180 км², из которых 179,9 км² занимает суша и 0,04 км² вода.

## Демография
Согласно переписи 2010 года, население Сюрпрайза составляет 117 517 человек.
Расовый состав:
- 71,2 % — белые
- 5,1 % — афроамериканцы
- 0,7 % — коренные американцы
- 2,6 % — азиаты
- 0,2 % — жители тихоокеанских островов
- 0,1 % — другие расы
- 3,8 % — две и более рас
- 18,5 % — испанцы или латиноамериканцы

## Образование
Здесь находится один из кампусов Оттавского университета (Канзас).